# Marie Laffranque
Marie Laffranque (Aspet, 28 de noviembre de 1921 - Toulouse, 13 de julio de 2006) fue una hispanista francesa, dedicada al estudio de la vida de Federico García Lorca.
Además de escribir numerosos artículos sobre el poeta español, entre sus obras se encuentra Les idées esthétiques de Federico Garcia Lorca, de 1967, tesis doctoral en la que aborda la vida Lorca en cuatro grandes etapas: juventud en Granada, estancia en Madrid, experiencias en Estados Unidos y sus vivencias durante la Segunda República Española. Fue también traductora de Vicente Aleixandre, Gabriel Celaya, María Zambrano o Xosé Luís Méndez Ferrín, además de ser colaboradora en la revista Philosophie.